# 及川誠人
及川 誠人（おいかわ せいじん、1970年11月2日 - ）は、東京都出身のモーターサイクル・ロードレースライダー。

## 戦績
- 1995年 全日本ロードレース選手権 GP250 ランキング31位 スポーツライダー＆KISS RT から参戦
- 1996年 全日本ロードレース選手権 GP250 ランキング19位 スポーツライダー＆KISS RT から参戦
- 1997年 全日本ロードレース選手権 GP250 ランキング16位 スポーツライダー＆KISS RT から参戦
- 1998年 全日本ロードレース選手権 GP250 ランキング21位 プラスミューレーシングチームから参戦
- 1999年 全日本ロードレース選手権 GP250 ランキング13位 プラスミューレーシングチームから参戦（ヤマハ）
- 2000年 全日本ロードレース選手権 GP250 ランキング17位 プラスミューレーシングチームから参戦（ヤマハ）
- 2001年 全日本ロードレース選手権 GP250 ランキング12位 プラスミューレーシングチームから参戦（ヤマハ）
- 2002年 全日本ロードレース選手権 GP250 ランキング10位 プラスミューレーシングチームから参戦（ヤマハ）
- 2003年 全日本ロードレース選手権 GP250 ランキング10位 プラスミューレーシングチームから参戦（ヤマハ）
- 2004年 全日本ロードレース選手権 GP250 ランキング9位 プラスミューレーシングチームから参戦（ヤマハ）
- 2005年 全日本ロードレース選手権 GP250 ランキング4位（最高位3位3回） プラスミューレーシングチームから参戦（ヤマハ）
- 2006年 全日本ロードレース選手権 GP250 ランキング5位（最高位3位2回） プラスミューレーシングチーム から参戦（ヤマハ）
- 2007年 全日本ロードレース選手権 GP250 ランキング3位（最高位2位2回） ウィルアクセス&プラスミュー から参戦（ヤマハ）
- 2008年 全日本ロードレース選手権 GP250 ランキング3位（最高位3位3回） WILL-ACCESS&SJR から参戦（ヤマハ）
- 2009年 全日本ロードレース選手権 GP250 ランキング2位（2勝） COLT&SJ-R から参戦（ヤマハ）

| スタブアイコン | サブスタブ | この項目は、まだ閲覧者の調べものの参照としては役立たない、スポーツ関係者に関連した書きかけの項目です。この項目を加筆・訂正などしてくださる協力者を求めています（P:スポーツ/PJ:スポーツ人物伝）。 |